# Култивирана печурка
Култивираната печурка (Agaricus bisporus) е вид ядлива базидиева гъба от семейство Печуркови (Agaricaceae). Тя се отглежда в повече от 70 страни и една от най-консумираните гъби в света.

## Описание
Шапката на дивите видове е бледо сиво-кафява на цвят и има широки, плоски люспици, изчезващи към ръба. Първоначално има полукълбовидна форма, която по-късно става плоска. Достига 5 – 10 cm в диаметър. Тясно разположените пластинки са свободни, първоначално розови, после червено-кафяви и накрая тъмнокафяви с белезникав ръб. Пънчето достига височина 6 cm, широчина 1 – 2 cm, цилиндрично, с тясно пръстенче, което понякога е набраздено от горната страна. Споровият прашец е тъмнокафяв. Месото е бяло, като при нараняване приема блед розов оттенък. Има много добри вкусови качества. Все пак, тя има отровни и дори смъртоносни двойници (например карболовата печурка и отровната сливовка).

## Местообитание и разпространение
Гъбата е широко разпространена из цял свят. Среща се по ливади, особено след дъжд. Расте от края на пролетта до есента.

## Галерия
- Бели култивирани печурки.
- Напречно сечение на печурка от сорта портобело.
- Печурка на скара с фета и рукола върху франзела.